# Donja Lovnica (Zavidovići)
Pour les articles homonymes, voir Donja Lovnica.
Donja Lovnica (en cyrillique : Доња Ловница) est une localité de Bosnie-Herzégovine. Elle est située dans la municipalité de Zavidovići, dans le canton de Zenica-Doboj et dans la fédération de Bosnie-et-Herzégovine. Selon les premiers résultats du recensement bosnien de 2013, elle compte 2 343 habitants.

## Géographie
La localité est située au bord de la rivière Gostović, un affluent de la Bosna.

## Démographie

### Évolution historique de la population dans la localité
| 1948 | 1953 | 1961 | 1971  | 1981  | 1991  | 2013  |
| ---- | ---- | ---- | ----- | ----- | ----- | ----- |
| -    | -    | 966  | 1 472 | 1 990 | 2 465 | 2 343 |

|  |

### Communauté locale
En 1991, Donja Lovnica faisait partie de la communauté locale de Lovnica qui comptait 2 650 habitants, répartis de la manière suivante :